# Втеча на край світу
«Втеча на край світу» («Побег на край света») — радянський художній фільм 1991 року, знятий режисером Олександром Майоровим на студії «Паритет-Ма».

## Сюжет
У пошуках сенсу життя герої потрапляють у різні епохи та країни, де переживають усілякі романтичні пригоди.

## У ролях
- Олександр Розенбаум — Орей
- Тенгіз Арчвадзе — головна роль
- Олександр Івашкевич — Дар
- Катерина Стриженова — Марія
- Олександр Пятков — роль другого плану
- Жанрі Лолашвілі — роль другого плану
- Кахі Кавсадзе — роль другого плану
- Йосип Лагідзе — роль другого плану
- Трістан Саралідзе — роль другого плану
- Віталій Кисельов — роль другого плану
- Лариса Громова — роль другого плану
- Олександр Яковлєв — роль другого плану
- Мірче Соцкі-Войніческу — роль другого плану
- Нікуша Дадіані — роль другого плану
- Дітуша Баканідзе — роль другого плану
- Сандро Баканідзе — роль другого плану
- Федір Одиноков — самотній коваль
- Надія Бережна — роль другого плану
- Ігор Гнєвашев — роль другого плану
- Г. Косигова — епізод
- Н. Малиновська — епізод
- Н. Сьоміна — епізод
- В. Краснопольський — епізод
- Є. Замачинський — епізод
- О. Ірве — епізод
- Є. Грінчак — епізод
- Юрій Боровиков — епізод

## Знімальна група
- Режисер — Олександр Майоров
- Сценаристи — Володимир Акімов, Олександр Майоров
- Оператори — Ігор Богданов, Володимир Папян
- Композитор — Йосип Барданашвілі
- Художник — Віктор Зєнков
- Продюсери — Віталій Кисельов, Олександр Майоров